# Francesco Saverio Nitti
(Francesco Saverio Nitti)
Francesco Saverio Nitti (Melfi, 19 luglio 1868 – Roma, 20 febbraio 1953) è stato un economista, politico, saggista e antifascista italiano.
Presidente del Consiglio dei ministri del Regno d'Italia, più volte ministro. Fu il primo Presidente del Consiglio proveniente dal Partito Radicale Italiano e il primo nato dopo l'unità d'Italia. La sua attività di economista fu apprezzata a livello internazionale e diverse sue opere furono distribuite anche all'estero.
Tra i massimi esponenti del meridionalismo, approfondì le cause dell'arretratezza del Mezzogiorno d'Italia dopo l'unificazione nazionale, elaborò diverse proposte per affrontare la questione meridionale e analizzò le ragioni del brigantaggio nell'Italia meridionale. Durante il fascismo, a causa di violente persecuzioni da parte degli squadristi fu costretto all'esilio all'estero, da dove sostenne e finanziò attività antifasciste.

## Biografia

### Inizi

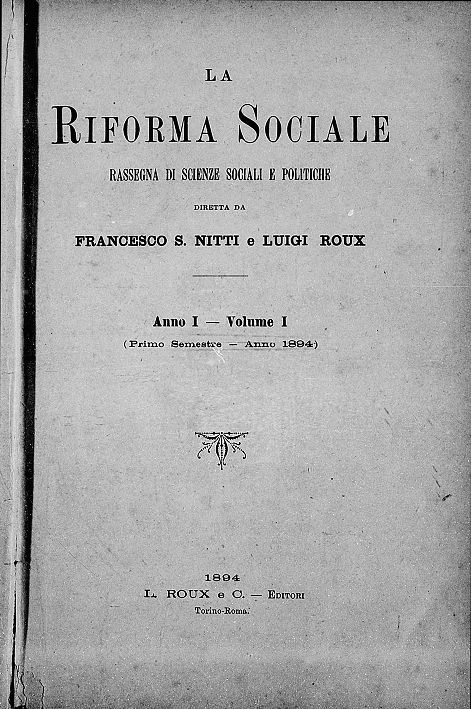
Primo numero della rivista La Riforma Sociale (1894), diretta da Nitti assieme a Luigi Roux

Nato a Melfi da Vincenzo e Filomena Coraggio, suo padre fu professore di matematica nella "Scuola di agronomia e agrimensura" di Melfi, ispettore dei Monti Frumentari e commissario prefettizio. I suoi ascendenti, di ideali laico-patriottici, parteciparono attivamente a rivoluzioni di stampo liberale. Suo padre, convinto repubblicano di tendenze socialiste, fu un volontario garibaldino, milite della Guardia Nazionale, membro della Giovine Italia e della Falange Sacra di Giuseppe Mazzini e affiliato all'Associazione Emancipatrice Italiana di Giuseppe Garibaldi. Due zii paterni furono condannati a morte durante l'insurrezione antiborbonica a Napoli nel 1848, ma riuscirono a salvarsi con la fuga e l'esilio. Il nonno paterno Francesco Saverio, medico con un passato da carbonaro, fu ucciso dalle bande di Carmine Crocco durante l'assedio di Venosa, il 10 aprile 1861.
La vita della famiglia non fu mai serena, a causa di deboli condizioni economiche, peggiorate dal carattere ribelle e tutt'altro che acquiescente del padre, il quale era spesso protagonista di risse che finivano in guai giudiziari. All'età di sei anni, Nitti si trasferì ad Ariano per frequentare le scuole elementari e nell'autunno del 1877 entrò nel Convitto Nazionale "Salvator Rosa" di Potenza dove continuò gli studi fino al ginnasio. Nel 1882, Nitti si trasferì a Napoli per concludere il liceo e intraprendere gli studi universitari. Durante la sua permanenza a Napoli poté conoscere Giustino Fortunato, anch'egli originario della Basilicata, che ebbe una grande influenza per la formazione culturale e politica del giovane Nitti.
Nel 1888, ancora studente universitario, divenne redattore del "Corriere di Napoli" e corrispondente della "Gazzetta Piemontese". Nello stesso anno pubblicò il saggio L'emigrazione italiana e i suoi avversari, che Nitti volle dedicare al suo mentore Fortunato. Nel 1890 conseguì la laurea in giurisprudenza con una tesi sul "Socialismo cattolico" e collaborò per i giornali La Scuola Positiva e Il Mattino. Insieme a Benedetto Croce e ad altri intellettuali napoletani fondò la Società dei Nove Musi. Nel 1894 divenne direttore della rivista La Riforma Sociale. Nel 1899 ricevette l'incarico di professore di scienza delle finanze e diritto finanziario presso l'Università di Napoli e praticò l'insegnamento anche alla Scuola superiore di agricoltura di Portici. In questo periodo, Nitti si dedicò strenuamente al tema meridionalista ma anche all'economia italiana e ai destini delle democrazie in Europa.

### Attività meridionalista

Nitti nel 1890

Nitti affrontò diversi temi per risolvere l'emergenza economica del sud, come lo sviluppo industriale di Napoli e la valorizzazione delle risorse naturali presenti nel territorio meridionale, con particolare riferimento alla sua terra di origine, la Basilicata, e inoltre propose molte leggi speciali per il progresso del mezzogiorno. Proprio su questa materia elaborò un programma organico e innovativo di solidarietà sociale e di interventi per l'espansione delle forze produttive.
Nei suoi saggi Nord e Sud (1900) e il successivo L'Italia all'alba del secolo XX (1901), Nitti espose la sua tesi sulle origini del dislivello economico e sociale tra settentrione e meridione italiano e criticò il procedimento in cui avvenne l'unità nazionale, che per lui non produsse benefici in maniera equa in tutto il paese e lo sviluppo dell'Italia settentrionale fu dovuto in grande misura ai sacrifici del Mezzogiorno. Fu molto polemico con i governi del suo tempo che, oltre a stanziare fondi di sviluppo maggiormente nelle zone settentrionali, istituirono un regime doganale che favoriva Liguria, Piemonte e Lombardia, accentuando così il divario tra le due parti e mantenendo il sud, a sue parole, come un «feudo politico».
Attraverso le sue ricerche, osservò una grande disparità a livello fiscale tra nord e sud, notando che città meridionali come Potenza, Bari, Campobasso avevano una pressione tributaria superiore a città settentrionali come Udine, Alessandria e Arezzo. Nitti, tuttavia, non lesinò critiche anche alla classe politica del meridione stesso, accusandola di mediocrità e disonestà.
La scienza delle finanze (1903) fu tra le sue opere di economia più rappresentative ed ebbe una distribuzione a livello mondiale. Fu tradotta in diverse lingue (russo, francese, giapponese, spagnolo e portoghese) e adottata in diverse università, in Italia (fin quando il fascismo lo rese possibile), Russia, Europa centrale e Sudamerica.
Con La conquista della forza (1905), Nitti cercò una soluzione per sopperire allo sfruttamento di risorse minerarie come ferro e carbone (di cui l'Italia è carente), puntando sulle potenzialità delle risorse idriche, criticandone la scarsa attenzione della classe politica nei confronti dell'acqua e proponendo una nazionalizzazione del settore idroelettrico.

### Attività di deputato e ministro

Nitti (a sinistra) con il Re Vittorio Emanuele III (2º a sinistra) alla commemorazione del cinquantenario dell'Unità d'Italia (Torino, 1911)

Nitti esordì in politica nel 1904, con l'elezione a deputato nel collegio di Muro Lucano. Il suo inizio si rivelò tutt'altro che facile a causa degli strascichi polemici della sua attività meridionalista, i quali resero complesso il suo rapporto con gli altri deputati della Camera e dove il suo primo intervento fu denigrato dal ministro Francesco Tedesco. In questo periodo, Giovanni Giolitti si avvale della sua consulenza tecnica per elaborare la legge sullo sviluppo di Napoli, ispirata al suo saggio Napoli e la questione meridionale (1903). Il progetto nittiano venne realizzato solo in parte, con la nascita dell'Ente Autonomo Volturno per la produzione di energia elettrica e di uno stabilimento Ilva a Bagnoli per la produzione dell'acciaio.
Assieme ad Antonio Cefaly e Giovanni Raineri, partecipò alla stesura dell'inchiesta sulla Basilicata e la Calabria, interrogando direttamente il ceto popolare per poter migliorare la sua ricerca. Nitti criticò la Legge speciale sulla Basilicata (1904), poiché riteneva superfluo il piano di lavori pubblici, considerando la formazione del commercio dei prodotti agricoli e la diffusione dell'istruzione come alternativa migliore per lo sviluppo regionale.
Nel 1911 fu nominato da Giolitti Ministro dell'agricoltura, dell'industria e del commercio del suo quarto governo, divenendo così il primo meridionalista a ricoprire incarichi ministeriali. Nell'aprile dello stesso anno, Nitti presentò alla Camera il progetto di legge sulla monopolizzazione delle assicurazioni sulla vita, che produsse forti dissensi da parte delle grandi compagnie private e di economisti di pensiero liberista come Luigi Einaudi. La proposta divenne comunque legge nel 1912 e portò alla nascita dell'Istituto Nazionale delle Assicurazioni (INA), conosciuto oggi come INA Assitalia.
Nel 1914 elaborò il progetto per la sistemazione idraulica della fiumara di Muro Lucano, che permise la distribuzione di energia elettrica per far funzionare nuovi opifici e industrie. Grazie al suo impegno l'opera fu ribattezzata con il nome di "Lago Nitti". A lui si deve anche la nascita dell'Istituto Zootecnico a Bella, punto di riferimento per studi e ricerche universitarie a carattere nazionale e internazionale.
Nel 1917, durante la prima guerra mondiale, fu ministro del tesoro del governo Orlando, dedicandosi ai problemi della guerra e della ripresa economica. Uno dei suoi atti come capo del dicastero del tesoro fu, con la collaborazione di Armando Diaz, la creazione di una polizza gratuita d'assicurazione di 500 lire per i soldati e di 1 000 per i graduati. Con il termine del conflitto, seguì le vicende del trattato di pace intravedendo le conseguenze drammatiche per il futuro dell'Europa provocate dall'eccessiva chiusura dei paesi vincitori (compresa l'Italia) in difesa degli interessi nazionali. Sotto il governo Orlando, Nitti istituì nel 1917 l'Istituto Nazionale per i Cambi con l'estero, al fine di arginare la speculazione dei cambi e quindi l'aggravamento della situazione finanziaria del Paese. Nello stesso anno, con la collaborazione di Alberto Beneduce, fondò l'Opera Nazionale Combattenti, con il compito di elargire assistenza economica e morale ai combattenti e attuare programmi di bonifica delle terre incolte.

### Presidenza del Consiglio

#### Provvedimenti

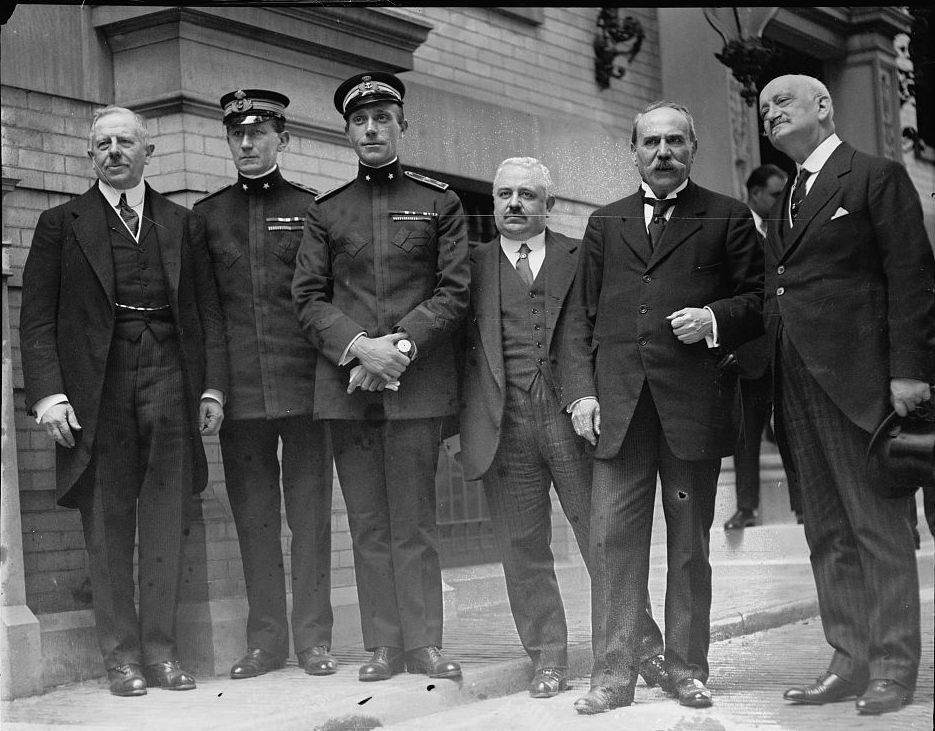
Francesco Saverio Nitti (terzo da destra) assieme ad altri membri della commissione italiana di guerra negli Stati Uniti durante la Prima Guerra Mondiale: si riconoscono Guglielmo Marconi e Ferdinando di Savoia-Genova (secondo e terzo da sinistra)

In veste di Presidente del Consiglio, fra il 1919-1920, Nitti si oppose in particolare ad atteggiamenti punitivi nei confronti della Germania e alla politica delle riparazioni imposte a quel paese dal trattato di Versailles. Il 10 settembre 1919, sottoscrisse il Trattato di Saint-Germain, che definiva i confini italo-austriaci (quindi il confine del Brennero), ma non quelli orientali. Le potenze alleate, infatti, avevano rinviato all'Italia e al neo-costituito regno dei Serbi, Croati e Sloveni (che nel 1929 avrebbe assunto il nome di Jugoslavia) la congiunta definizione dei propri confini.
Il governo Nitti si trovò davanti a questioni molto delicate come la crisi economica postbellica e l'Impresa di Fiume da parte di Gabriele D'Annunzio.
Sul piano più strettamente politico Nitti si impegnò in quell'opera di cancellazione ed eliminazione delle vecchie clientele giolittiane che contrastavano con le sue convinzioni spiccatamente democratiche, sostituendo il vecchio sistema elettorale uninominale con il sistema proporzionale, richiesto con entusiasmo dai gruppi popolari e socialisti. Per risollevare l'economia, il primo ministro attuò una politica che prevedeva misure per favorire le esportazioni, processi di riconversione delle industrie da belliche a pacifiche, e misure fiscali rigide per i ceti più alti. Al fine di andare incontro ai bisogni degli ex-combattenti (nel frattempo inquadratisi nell'Associazione nazionale combattenti), venne promulgata la prima legge per le pensioni ai mutilati e agli invalidi di guerra, legge che fu ritenuta fra le migliori d'Europa, ad opera del Ministro per l'Assistenza Militare e Pensioni di Guerra Ugo Da Como; infine varò, il 2 settembre 1919, il decreto legge n. 1633 noto anche come Decreto Visocchi, dal nome dell'allora Ministro dell'Agricoltura, teso a favorire la concessione di proprietà di terra ai contadini reduci dalla prima guerra mondiale. Tuttavia le scelte adottate dal suo governo non sortirono grandi effetti e i problemi economici e sociali, ancora persistenti, sfociarono in violenti scontri politici e sindacali (il cosiddetto Biennio Rosso).

#### L'impresa di Fiume e Gabriele D'Annunzio

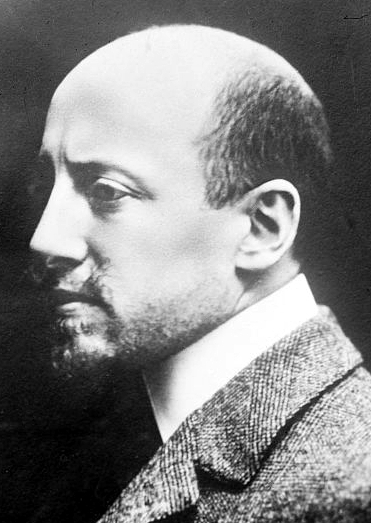
Gabriele D'Annunzio

La presidenza di Nitti si trovò sempre più in bilico quando il 12 settembre 1919, una forza volontaria irregolare di nazionalisti ed ex-combattenti italiani, guidata dal poeta Gabriele d'Annunzio, occupò militarmente la città di Fiume chiedendo l'annessione all'Italia.
D'Annunzio detestava Nitti e lo accusava di non tutelare gli interessi dello Stato, tanto che il poeta lo soprannominò con l'epiteto di "Cagoja" (chiocciola in dialetto giuliano), nomignolo in origine affibbiato ad un rivoltoso triestino che, una volta arrestato, divenne noto al tempo per essere una persona sottomessa. Le tensioni con il poeta e le aspre rivolte sociali indebolirono sempre più la sua legislatura. Il 2 ottobre 1919 istituì la Regia Guardia per la Pubblica Sicurezza, corpo di polizia destinato a mitigare le agitazioni e i tumulti popolari e che sostituì il Corpo delle Guardie di Città.

#### Elezioni politiche del 1919, le dimissioni e l'ascesa del fascismo
Le elezioni politiche decretarono la vittoria dei socialisti e Nitti, nonostante gli fosse confermata la fiducia del governo, scelse di dimettersi il 16 novembre, preoccupato anche dalle agitazioni sul fronte interno degli operai e degli agricoltori, ma il re Vittorio Emanuele III lo confermò alla guida del governo. Nell'aprile 1920 Nitti partecipò alla Conferenza di Sanremo, in cui figurarono i rappresentanti delle quattro nazioni vincitrici della prima guerra mondiale.
Il 21 maggio 1920 Nitti formò un nuovo governo ma il mandato fu breve. A Pallanza, il nuovo ministro degli Esteri Vittorio Scialoja iniziò i negoziati con i rappresentanti jugoslavi per la definizione del confine orientale; tali colloqui non ebbero esito in quanto la controparte insisteva per la fissazione dei confini sulla cosiddetta “Linea Wilson”, che portava il confine a pochi chilometri da Trieste e l'esclusione di Fiume dalle richieste italiane. Ne conseguirono le dimissioni del Governo Nitti II, nel giugno 1920 dopo essere stato anche messo in minoranza sul decreto di aumento del prezzo politico del pane. Il suo posto fu ripreso da Giolitti.
Nel 1922 Mussolini invitò Nitti ad un'alleanza, con l'intento di formare una coalizione che comprendesse popolari, fascisti, socialisti e chiedendo un posto nel ministero. Nitti (interessato anche nel mettere fuori gioco il suo eterno rivale Giolitti) accettò a due condizioni: niente ministeri politici e militari, scioglimento dei Fasci. Mussolini, concorde, si mostrò interessato solo ad un posto come ministro del lavoro. Nitti (come gran parte dei politici della sua era) sottovalutò la natura del fascismo e iniziò ad opporsi fermamente all'imminente regime. Il 16 novembre 1922, Mussolini, neopresidente del consiglio, pronunciò alla camera dei deputati il suo primo discorso, il cosiddetto discorso del bivacco. Mentre esponenti politici come Giolitti, Orlando, De Gasperi, Facta e Salandra diedero la fiducia a Mussolini, Nitti si rifiutò di riconoscere la legittimità del governo fascista e abbandonò l'aula per protesta. A causa della sua astensione, iniziò ad essere vittima di intimidazioni fasciste e, nel frattempo, si ritirò nella sua villa ad Acquafredda di Maratea, sul litorale tirrenico.

### La persecuzione fascista e l'esilio

Giovanni Amendola

Durante il soggiorno ad Acquafredda, continuò a svolgere l'attività pubblicistica relativa alle problematiche internazionali e proseguì la collaborazione con i più prestigiosi quotidiani europei. In questo periodo si diede alla composizione di una trilogia sull'andamento politico in Europa composta da L'Europa senza pace, La decadenza dell'Europa e La tragedia dell'Europa, la quale venne ultimata nel 1923. In aggiunta, scrisse diversi articoli per la United Press International, agenzia di stampa statunitense e mantenne stretti contatti con alcune personalità politiche, in particolare con l'amico Giovanni Amendola.

Prati: piazza Cola di Rienzo negli anni venti

In questo periodo, scampò ad un'aggressione di un gruppo fascista giunto davanti alla sua villa, il quale decise di andarsene a seguito della difesa dell'abitazione da parte di alcuni cittadini suoi amici, che vennero a conoscenza del loro arrivo. Gli squadristi rivolsero, tuttavia, minacce di un imminente ritorno. Dopo il soggiorno, Nitti tornò a Roma tentando di fermare il governo fascista per l'ultima volta. Il 30 novembre 1923 Mussolini, non avendo digerito il dissenso di Nitti verso il fascismo, mandò un gruppo di squadristi a devastare la sua casa nel quartiere Prati, oltreché minacciare lui e la sua famiglia. Nitti fu indotto a prendere la via dell'esilio. Fu il primo di tanti esuli antifascisti, a cui si aggiunsero in seguito Gaetano Salvemini, Luigi Sturzo, Piero Gobetti, Giuseppe Donati.
Si recò con la famiglia prima a Zurigo e poi a Parigi dove, per 20 anni, si dedicò all'attività antifascista e la sua casa (in rue Vavin 26, a Montparnasse) fu punto di riferimento per diversi oppositori del regime, come Pietro Nenni, Filippo Turati, Carlo Rosselli e Gaetano Salvemini. Lui stesso avrebbe poi ricordato come la sua abitazione parigina sia stata "centro di unione politica e morale tra italiani. Alla nostra modesta mensa sedevano spesso gli uomini che più lottavano fra loro per diversità di programmi e di ideali: il sacerdote Sturzo e Modigliani di idee esageratamente anticlericali, Turati e Salvemini che si diffidavano tra loro, Treves e i repubblicani più accesi, Chiesa e i diffidenti suoi avversari". Nonostante non aderisse organicamente ai movimenti antifascisti in Francia, Nitti li sostenne finanziariamente e fu sua figlia Luigia a partecipare attivamente nel coordinare associazioni come la "Lega Italiana per i Diritti dell'Uomo" (LIDU), fondata da Luigi Campolonghi e Alceste de Ambris. Nitti viaggiò anche in altre città europee come Bruxelles, Londra, Berlino e Monaco di Baviera, dove tenne discorsi sulla libertà e sulla democrazia.
Il 5 maggio 1925 Nitti scrisse una lettera al re Vittorio Emanuele III che fu, sostanzialmente, un'accusa di connivenza con Mussolini (che intanto aveva assunto poteri dittatoriali) e incitò il monarca a prendere provvedimenti contro il suo governo. Durante il suo esilio, elaborò il saggio La Democrazia, una delle sue opere più importanti, che costituisce, ancora oggi, una rilevante testimonianza della cultura politica liberal-democratica d'Italia.
Nell'agosto 1943 fu arrestato dalla Gestapo a Tolosa e fu deportato in Austria: a Itter e in seguito a Hirschegg, dove vennero in seguito reclusi anche la duchessa Irene d'Aosta e il figlio Amedeo. Durante la prigionia nazista, Nitti scrisse Meditazioni dell'esilio, pubblicate successivamente nel 1947. Tornò libero nel maggio 1945 grazie all'arrivo delle truppe francesi.

### Ritorno in Italia

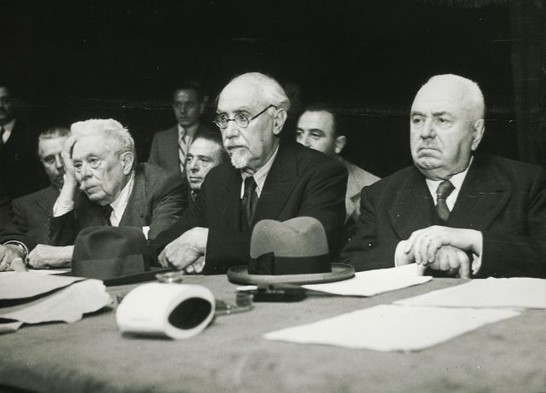
Da sinistra: Vittorio Emanuele Orlando, Ivanoe Bonomi e Francesco Saverio Nitti durante gli incontri della Costituente (1946)

Dopo la fine della seconda guerra mondiale e il ritorno alle istituzioni democratiche, rientrò in Italia, tenendo un discorso al teatro San Carlo di Napoli, e si riaffacciò sulla scena politica. Lucido ma affetto da problemi di deambulazione, non ricoprì incarichi ministeriali, sebbene nel 1945 fosse sul punto di essere incaricato di formare un governo di unità nazionale.
Divenne membro della Consulta Nazionale dal 1945 al 1946, facendo parte della I Commissione Affari Esteri. Fu deputato all'Assemblea costituente dal 1946 al 1948 e senatore di diritto dal 1948 al 1953. Oltre a Giolitti, Nitti era in un particolare attrito con Vittorio Emanuele Orlando. Nel 1945, all'apertura dei lavori della Consulta Nazionale, Nitti, ormai settantasettenne e con difficoltà motorie, dopo aver saputo che Orlando ironizzava sulla sua condizione di salute, disse «La vecchiaia a qualcuno offende le gambe e ad altri la testa».
Nei suoi discorsi alla Costituente avversò il sistema dei partiti e votò contro l'introduzione delle Regioni, ritenendole uno spreco finanziario e un'inutile duplicazione di funzioni e di burocrazie. Nel maggio del 1947, dopo le dimissioni del terzo governo De Gasperi, il capo provvisorio dello Stato Enrico De Nicola gli affidò il compito di formare un nuovo governo: lo statista lucano accettò tale incarico ma fallì nell'intento di formare una maggioranza - a causa dei veti di Saragat, Orlando e di ampi settori della Democrazia Cristiana - e fu costretto a rinunciare.
Nitti non partecipò alle elezioni del 1948, a causa della morte della moglie avvenuta due mesi prima. Nella primavera del 1952 fu a capo di un cartello elettorale formato dai partiti laici e di sinistra, che si presentò alle elezioni per il rinnovo del consiglio comunale di Roma contro la DC. Fu anche tra gli ispiratori del movimento politico Alleanza Democratica Nazionale, che alle elezioni politiche del 1953 contribuì in modo decisivo a impedire l'attribuzione allo Scudo Crociato e ai suoi alleati del premio di maggioranza previsto dalla cosiddetta "legge truffa".
Nel 1947 divenne presidente dell'Unione nazionale per la lotta contro l'analfabetismo, immaginata e voluta da Anna Lorenzetto. Il suo impegno nell'UNLA si inquadrava nella sua vocazione meridionalista. Egli infatti condivideva il pensiero della Lorenzetto di aiutare il popolo meridionale ad elevare il suo livello culturale, e quindi, in quegli anni e in quelli successivi, a partire dalla Basilicata e dalla Calabria, si aprirono i Centri Comunali di cultura ai quali si potevano iscrivere gli adulti analfabeti per conseguire il grado di istruzione minimo e a volte anche il titolo di studio. Nitti restò presidente fino al 1952 e fu sostituito da Vincenzo Arangio-Ruiz dal 1952 al 1964.

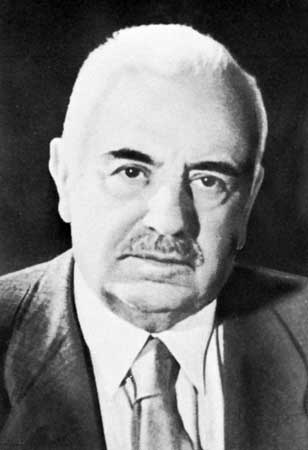
Nitti in una delle ultime foto pubbliche

Nitti morì a Roma il 20 febbraio 1953 per una congestione polmonare, nella sua casa nel centro storico, e fu sepolto nel Cimitero del Verano.

### Vita privata
Nel 1898 sposò Antonia Persico, figlia del giurista Federico Persico (1829-1903). Dall'unione nacquero cinque figli: Vincenzo, Giuseppe, Maria Luigia, Federico e Filomena. Vincenzo, a 16 anni si arruolò volontario nella prima guerra mondiale contro il volere del padre, fu fatto prigioniero a Caporetto, studiò poi legge, diresse una miniera d'oro in Jugoslavia e un'altra in Romania, morì di leucemia dopo la disfatta francese con i tedeschi. Giuseppe, avvocato, sposò Maria Luigia Baldini detta Pimpa, la figlia di Nullo Baldini, e fu nel secondo dopoguerra deputato del Partito Liberale. Federico, morto in giovane età, divenne un noto farmacologo. Anche Filomena fu una ricercatrice biologa, collaborando col marito Daniel Bovet, Premio Nobel per la medicina nel 1957. Francesco Fausto Nitti, suo pronipote, fu un volontario del primo conflitto mondiale, e in seguito, noto antifascista e partigiano, tra i fondatori del movimento Giustizia e Libertà.

## Pensiero di Nitti

### Situazione preunitaria

Mappa della penisola prima dell'unità (1843)

Secondo Nitti, tra il 1810 e il 1860, mentre gli Stati dell'Europa occidentale del centro-nord (come Francia, Germania, Gran Bretagna e Belgio) e paesi extraeuropei come gli Stati Uniti stavano conoscendo il progresso, l'Italia preunitaria ebbe grandi problemi di crescita, a causa delle rivolte intestine e delle guerre d'indipendenza. La malaria, soprattutto nel Mezzogiorno, contribuì a compromettere lo sviluppo della penisola.
Nitti ritenne che, prima dell'unità, vi erano marginali differenze tra nord e sud (le quali si sarebbero marcate nel periodo postunitario), nonostante il settentrione si trovasse in una posizione di privilegio rispetto al meridione:
Sostenne che tutta l'Italia preunitaria avvertiva la carenza della grande industria: 
Il regno delle Due Sicilie seguiva un modello economico statico, dovuto, secondo il suo pensiero, alla mancanza di vedute e prospettive moderne. Egli ritenne che il governo borbonico, senza guardare all'avvenire, mirava al semplice scopo di riscuotere meno tasse possibili e mantenere una pressione fiscale bassa, credendo di garantire il bene del popolo, una concezione da lui considerata retriva. Benché apprezzasse l'operato politico-amministrativo del re Ferdinando II tra il 1830 e il 1848 e criticasse i suoi detrattori che ricordavano solamente gli aspetti negativi del suo mandato, egli sostenne che, fra il 1848 e il 1860, il governo borbonico aveva impostato una politica volta ad economizzare su tutto, pur di non creare nuove imposte, evitando anche le concessioni industriali, la formazione di banche e società per azioni.
Nel regno vi era un'esigua spesa a livello infrastrutturale, le province versavano in una situazione piuttosto retrograda, quasi prive di scuole e strade («una grandissima città per capitale con un gran numero di province quasi impenetrabili» disse Nitti). Egli ritenne però, al tempo stesso, che «vi era uno stato di grossolana prosperità, che rendeva la vita del popolo meno tormentosa di ora». Inoltre si espresse positivamente sugli ordinamenti amministrativi e finanziari dello stato borbonico, giudizio sostenuto anche dal senatore Vittorio Sacchi, inviato a Napoli da Cavour dopo l'unità nazionale. Tale regime economico avrebbe reso il regno delle Due Sicilie lo stato preunitario con minori imposte, con maggiori beni demaniali ed ecclesiastici e con una quantità di moneta due volte superiore a quella di tutti gli altri stati della penisola messi assieme, ma allo stesso tempo il più arretrato del resto d'Italia. Vide in tutto questo accumulo di ricchezza un'occasione mancata per uno slancio economico nel Meridione al momento dell'unità. Sinteticamente Nitti disse:
Per quanto riguarda il Regno di Sardegna, Nitti intravide un'economia più dinamica rispetto al regno delle Due Sicilie e una maggiore propensione alla trasformazione e alla modernità, sebbene i suoi barlumi di progresso (e del nord in generale) furono, secondo i suoi studi, favoriti maggiormente dall'impulso degli stati e dei capitali dell'Europa centrale e le prime grandi industrie sorte al Nord furono costruite nella maggior parte dei casi da francesi, tedeschi e svizzeri. Nitti imputò la grave crisi economica del regno sardo ad ingenti spese pubbliche. Dopo aver paragonato le diverse voci di spesa, fra i bilanci degli stati preunitari, egli rilevò che la depressione finanziaria del Piemonte, iniziata prima del 1848, si aggravò tra il 1849 e il 1859 a causa di un'enorme quantità di lavori pubblici improduttivi, anche se riconobbe che, al 1860, il Piemonte possedeva «grandissima rete stradale; numerose ferrovie e canali, e opere pubbliche di grande importanza».
Le sue tesi "controcorrente" sulla rivisitazione dell'Italia preunitaria, suscitarono polemiche non solo da parte di numerosi esponenti politici, che vedevano nelle sue parole un revanscismo borbonico e una messa in discussione del mito risorgimentale, ma anche degli stessi meridionalisti. Lo stesso Fortunato non condivise in toto le elaborazioni di Nitti, dichiarando che l'Italia meridionale entrò a far parte del nuovo Regno in condizioni differenti da quelle da lui sostenute, anche se era concorde sul fatto che lo Stato italiano beneficiava maggiormente le province settentrionali a discapito delle meridionali. Anche Salvemini dubitava delle cifre ricavate da Nitti, poiché le riteneva "falsificate" ma, come Fortunato, considerava innegabili i danni economici inflitti al sud dopo l'unità.
Nitti smentì le accuse, ricordando il passato antiborbonico dei suoi ascendenti: 

### Moti risorgimentali
Nitti, differentemente dai suoi coevi, non riteneva il Risorgimento un movimento scaturito da sentimenti popolari ma il frutto del pensiero delle classi colte. Egli sostenne che la plebe meridionale, ogni qual volta avvenne un'invasione, dimostrò sempre fedeltà al re borbonico, anche se manipolato per fini machiavellici, poiché la monarchia, nella sua concezione retrograda, mirava a garantire il suo benessere:
Per evitare il fallimento, la crisi del regno sardo poteva, secondo Nitti, essere risolta solo tramite la fusione della propria finanza con un'altra di uno «stato più grande» ma escluse la tesi di una mera occupazione, poiché Cavour voleva «fare di Napoli a ogni costo e con ogni sacrifizio una grande città industriale: e sviluppare nello stesso tempo le risorse agrarie del Mezzogiorno». Nitti imputò la piaga del mezzogiorno ai politici che lo sostituirono, non lesinando critiche anche ai meridionali stessi:
Inoltre, sottolineò l'ipocrisia di tanti esuli meridionali rientrati in patria e che in passato avevano sostenuto la dinastia borbonica:
Ma Nitti non rinnegò l'operato dei patrioti e che, nel bene o nel male, l'unità nazionale portò una grande evoluzione sociale:

### Brigantaggio meridionale

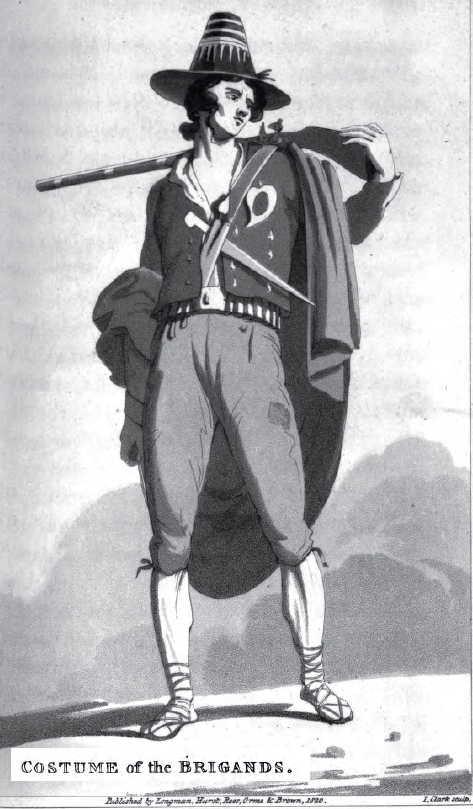
Ritratto di un brigante

Nitti considerava il brigantaggio un fenomeno complesso, originato da diverse cause e assumendo diverse forme: banditismo comune per sfogare i propri istinti, reazione dovuta alla fame e alle ingiustizie della società o rivolta di natura politica in cui le masse sostengono il proprio governo. Egli era contrario ai luoghi comuni del brigante dedito esclusivamente a delitti e grassazioni, definendolo semplicemente «un rivoltato e fra i rivoltati vi erano, come vi sono oggi, i sofferenti, gli idealisti e i perversi». Oltre a ladri e assassini, anche persone desiderose di diritti più umani e bramose di giustizia, che seppero guadagnarsi le simpatie dei ceti più bassi.
Egli cita l'esempio di Angelo Duca (noto come Angiolillo), operante nella Basilicata settentrionale, in Capitanata e nelle province di Avellino e Salerno, definito «il tipo più singolare, più interessante e quasi più leggendario del brigantaggio meridionale». Altri esempi, sebbene da lui considerati non al livello di Angiolillo, sono Abate Cesare e Peppe Mastrillo, anch'essi simbolo di un banditismo dalle venature sociali.
Nitti individua l'origine del brigantaggio politico nel 1799, quando il re Ferdinando I di Borbone fu cacciato da Napoli dall'esercito francese, rifugiandosi in Sicilia. Egli aveva bisogno di una guida che accendesse gli animi popolari contro l'invasore, individuandola nel cardinale Fabrizio Ruffo, che Nitti, nonostante non sembri ricordarlo positivamente, considerò «più onesto dei suoi sovrani». Ruffo riuscì a sobillare il basso popolo, in cui vi erano sia banditi che miserabili.
Una recrudescenza si ebbe nel 1806, quando il Regno di Napoli fu occupato ancora una volta dai francesi e governato prima da Giuseppe Bonaparte e poi da Gioacchino Murat. I Borboni, fuggiti di nuovo in Sicilia, aizzarono le masse contro i francesi. Tra il 1810 e il 1860, constatò un ritorno del brigantaggio come banditismo comune, ma vide alcune eccezioni a carattere sociale come Gaetano Vardarelli. In questo periodo Nitti vide l'origine il cosiddetto manutengolismo. Il brigante doveva avere un protettore o un informatore. Il manutengolo lo proteggeva per paura o per avidità, poiché alcuni speculavano sui briganti e si arricchivano sul loro operato.
All'indomani dell'unità d'Italia, Nitti vide una situazione simile a quella avvenuta nel 1799:
Si formarono così bande di briganti con i loro capi e i loro manutengoli, e il loro bersaglio principale era la borghesia. Il governo borbonico in esilio sfruttò il malcontento popolare nella speranza di riprendersi il trono mentre il neonato governo italiano ricorse ad azioni estremamente repressive, che Nitti denunciò:

### Questione meridionale
Nitti considerava la questione meridionale determinata da diversi fattori. Egli accusò, in primis, i governi dell'Italia unita di aver sfruttato le risorse meridionali per soddisfare gli interessi settentrionali: 
Le risorse finanziarie che lo Stato prelevò dai contribuenti furono in massima parte versate nell'Italia settentrionale, consentendo al Nord non solo un maggiore incremento economico e sociale ma anche una maggiore educazione industriale. Nitti lamentò inoltre una maggiore presenza di settentrionali nella pubblica amministrazione e di come il sud non avrebbe funto solo da "colonia" economica ma anche elettorale:
Ma Nitti non escluse anche la responsabilità delle amministrazioni meridionali, da lui criticate di preoccuparsi di cose meno rilevanti:
Non fu esente da critiche anche il popolo del sud che mostrò di avere «qualità dissociali o antisociali: poco spirito di unione e di solidarietà, tendenza a ingrandire le cose o addirittura a celarle, per amore di falsa grandezza; per poco spirito di verità». Ritenne che mancasse uno spirito del lavoro nelle classi medie, un'educazione industriale, la buona fede commerciale, l'interesse di ogni cosa pubblica e che i meridionali fossero acquiescenti verso l'amministrazione e la politica in mano alle «persone indegne», pur di trarne piccoli vantaggi individuali. Infatti Nitti riteneva che «la questione meridionale è una questione economica, ma è anche una questione di educazione e di morale». A chiusura del suo saggio Nord Sud scrisse:
Per fronteggiare la questione meridionale, Nitti era contrario alla consolidazione del settore industriale al nord per poi essere estesa al sud con interventi statali, in cui si sarebbe tratto vantaggio dal minore costo della manodopera. Egli individuò in Napoli il centro propulsore per fare decollare il processo di industrializzazione in tutto il Meridione. In riferimento alla sua natia Basilicata, intravide come panacea innanzitutto la conduzione del popolo verso un'educazione industriale e poi la regolarizzazione dei corsi d'acqua, la costruzione di dighe, canali e laghi artificiali che avrebbero funto da base per lo sviluppo industriale della regione. Necessaria era anche una vasta opera di rimboschimento, che avrebbe ridotto la percentuale di terreni franosi.

### Emigrazione

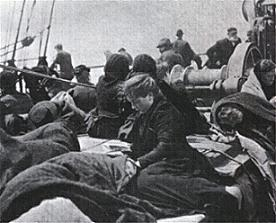
Emigranti italiani diretti negli Stati Uniti

Nel dibattito sviluppatosi intorno alla questione dell'emigrazione, Nitti assunse un atteggiamento controcorrente. I pensatori suoi contemporanei, quali Carpi, Robustelli e Florenzano, la consideravano una possibile causa di sfascio della società contadina e possibile generatrice di un preoccupante spopolamento nazionale, mentre Nitti, nel primo lavoro in cui affrontò l'argomento (su cui, si deve ricordare, ebbe tutt'altro che un pensiero rigido e statico) dal titolo L'emigrazione italiana e i suoi avversari (1888), si espresse in maniera differente.
Condividendo il pensiero di Giustino Fortunato (a cui l'opera è dedicata) nella stessa materia, difese il diritto ad emigrare analizzando e contrapponendosi alle principali argomentazioni contro il fenomeno. In occasione del disegno di legge presentato il 15 dicembre 1888, considerò la proposta, che voleva autorizzare il Ministero dell'interno ad intervenire per bloccare l'emigrazione quando questa raggiungeva un dato limite, come:
Per Nitti tutti i malefici effetti attribuiti al fenomeno dell'emigrazione erano da considerarsi irreali, frutto per lo più di analisi sbagliate oppure dolosamente create per andare incontro ad interessi di classe. Non si poteva, secondo il meridionalista, ritenere che l'emigrazione avrebbe creato uno spopolamento nazionale, in quanto nel Regno d'Italia vi era un alto tasso di natalità, e per quanto concerne ai danni economici, all'aumento dei salari o alla svalutazione dei terreni, sostenne che rilevazioni attente e sistematiche non avevano documentato nulla di ciò, e in relazione all'accusa di non riuscire di fatto a migliorare le condizioni degli emigrati, Nitti affermò che ciò poteva essere accaduto nell'America del Nord (a causa della “concorrenza” degli emigrati irlandesi, inglesi e tedeschi), ma ciò non poteva essere affatto vero per gli italiani che si erano recati nell'America Latina.
Per le cause della specifica emigrazione nelle provincie meridionali, Nitti si soffermò sulle condizioni economiche, ai rapporti di classe e all'assetto della distribuzione fondiaria del Mezzogiorno.
Per Nitti, quindi, l'emigrazione degli italiani meridionali era la risposta sociale alle condizioni socio-economiche esistenti nel Mezzogiorno, una risposta spontanea, ineluttabile e inderogabile, «poiché se per alcune parti dell'Italia superiore, l'emigrazione è un bisogno sociale, per molte province dell'Italia meridionale è una necessità, che viene dal modo come la proprietà è distribuita. Fino a che certe cause non si rimuovono, non si potranno evitare certi risultati».
In questo modo il meridionalista arrivò ad equiparare il fenomeno migratorio con un altro fenomeno endemico del Mezzogiorno, quello del brigantaggio, sostenendo la tesi che il voler limitare, o addirittura sopprimere, l'emigrazione, avrebbe potuto far sfociare nuovamente il malcontento della classe più povera nella guerriglia:

## Azione politica
Annotando meditazioni, pensieri e ricordi, durante la prigionia Nitti espresse più volte il desiderio di scrivere le sue memorie – ma ciò non avvenne. La ragione sta nella sua mentalità positiva, alla quale erano venuti a mancare i punti esatti di riferimento. Trovandosi Nitti rifugiato a Tolosa durante l’occupazione tedesca, temendo perquisizioni il figlio Federico rimasto a Parigi, incompetente di cose politiche e incapace di fare una cernita, preferì incenerire nei forni dell’Istituto Pasteur i registri, le agende e tutta la corrispondenza del padre dal 1924 al 1940. Senza quei riferimenti precisi Nitti si sentì probabilmente incapace di accingersi all’opera.
Proprio nell’epoca in cui l’idealismo si affermò contro il positivismo l’opera di Nitti dava ancora prova di quali fossero le migliori risorse politecniche delle scienze positive in materia politica e amministrativa, energetica e finanziaria, economica e demografica. “Grande male di molti uomini più rappresentativi della Francia è la mancanza o la deficienza di studi economici e finanziari, e ancor più demografici (...) Questa tendenza è tanto più pericolosa in quanto toglie la sensazione della realtà”. L’abitudine all’uso di metodi quantitativi si vede in questo suo bilancio storico: “Se tutte le rivoluzioni hanno il loro attivo e il loro passivo, si può dire che la rivoluzione inglese, in rapporto alla civiltà mondiale, ha un passivo molto limitato e per l’Inghilterra ha un attivo molto considerevole. La rivoluzione americana ha un attivo e quasi nessun passivo. La rivoluzione francese, di ben più grande estensione e intensità, ha un enorme attivo e un enorme passivo, e la Francia e l’Europa intera ne risentono ancora l’azione”. Questo Salvemini di centro riassunse il suo pensiero politico generale così: “L’Inghilterra non è mai stata un paese democratico... La Francia non è mai stata un paese liberale... La democrazia, se non è temperata da uno spirito di conservazione e di tradizione, è molto spesso disposta a sacrificare la libertà”.
I pregi della sua formazione positiva si videro al momento dell’entrata in guerra dell’Italia. Essa andava discussa con ragioni logiche e non ideologiche:
“Alleati come eravamo dell’Austria-Ungheria e della Germania, si doveva rimanere estranei al conflitto. Ma non si poteva rimanere estranei provvisoriamente e condizionalmente. Del resto l’astensione condizionale era assurda, perché o la Germania e i suoi alleati vincevano la guerra, o la perdevano. Se la vincevano avrebbero considerato nulle e immorali le concessioni fatte all’Italia in un momento di difficoltà, come per ricatto, e non le avrebbe mantenute. O perdevano la guerra, e allora i paesi dell’Intesa, animati da spirito ostile, non avrebbero riconosciuta nessuna delle concessioni. Il solo modo di non volere la guerra, fino a quando era possibile, era di mettersi fuori dalla guerra senza domandare nulla. Questa fu la mia azione nel 1915”.
Ma dopo averla osteggiata, la guerra divenne per Nitti un fatto dal quale era impossibile ritrarsi; ed egli si assunse responsabilità non sue soprattutto dopo Caporetto quando, per scongiurare il panico, come ministro del tesoro annunciò che non vi sarebbe stata alcuna moratoria dei crediti bancari “perché la responsabilità cadesse tutta su di me. Volli scrivere quel documento di mio pugno”.
Per il positivista Nitti la politica e la storia si riducevano a fatti. Come la guerra, anche la rivoluzione russa fu un fatto. Contro l’opinione di Clemenceau, che considerava i russi dei barbari ignoranti perfettibili e i tedeschi dei barbari istruiti imperfettibili, Nitti domandava che cosa avrebbe impedito di andare d'accordo con la Russia bolscevica, dopo che s’era andati d'accordo con la Russia degli zar: “Trapiantare i princìpi e i metodi della rivoluzione russa in un paese come l’Italia... sarebbe sicura rovina. Ma si può aggiungere che nello spirito della rivoluzione russa vi è qualche cosa che anche l’Italia non può ignorare”. Questo “qualche cosa” era la volontà di modernizzazione d’un paese arcaico al quale, per certi aspetti, l'Italia poteva somigliare.
I pregi della sua formazione positiva furono talvolta un limite positivistico. Anche in politica per Nitti contarono sempre e soltanto i fatti, scevri d’ogni valore simbolico: il si e il no senza artifici correttivi giuridici o diplomatici, che egli non seppe mai proporre perché non li sapeva concepire. Il trattato di Versailles restò sempre per lui la sola causa del secondo conflitto mondiale. Il suo pensiero pragmatico si riassume in queste parole: “Come si può parlare di pace se le stesse cose sono concepite diversamente, secondo che siano fatte a danno o a vantaggio di una nazione o dei suoi avversari?” Egli conosceva assai bene la Francia, conosceva abbastanza bene il Regno Unito e un poco anche gli Stati Uniti. Questi (e soprattutto il revanscismo e gl’interessi siderurgici e carboniferi francesi) erano per lui dei fatti. Ma Nitti non conosceva la Germania, ed essa dunque non era un fatto: non conosceva il piano Schlieffen, per esempio, e non menziona neppure Weimar. Alla crisi del 1929 che, quando si abbatté sulla Germania, la propaganda di Hitler seppe retrodatare in senso nazionalistico come crisi del 1919, non dedica neppure una parola. Nulla, del pari, egli dice sul rifiuto di riconoscere la sconfitta con cui Hindenburg e Ludendorff prepararono la leggenda della “pugnalata alle spalle”. Il positivismo giuridico di Nitti si accanisce invece sugli articoli 227 e 228 del Trattato di Versailles che imponevano alla Germania riparazioni e la consegna al giudizio dei criminali di guerra. Entrambe le richieste erano, per Nitti, d’impossibile attuazione: non gli venne mai in mente la possibilità d’una soluzione mediante un parziale assolvimento dotato di significato simbolico. Quando la Germania si offrì di patteggiare a forfait 100 miliardi di marchi-oro, gli sembrò che la cifra fosse eccessiva e che ne bastassero 60 o 70 da pagare con merci in trent’anni. Nondimeno egli tace che il legname e il carbone richiesti non furono mai consegnati. Alla conferenza di Parigi Nitti propose che i principali imputati di crimini di guerra fossero giudicati a Lipsia da giudici tedeschi; ma poi ci ripensò: se tutte le potenze avessero aperto i loro archivi, “non era da attendersi sorprese?”. Quando fu chiesto che almeno il solo Guglielmo II fosse esiliato nella colonia olandese di Curaçao come pena simbolica per le sue responsabilità, gli sembrò un atto giuridicamente eccepibile, e per giunta inumano: gli inglesi avevano esiliato Napoleone a Sant’Elena “senza la farsa di alcun processo”; ma “nel caso del Kaiser si arrivava subito alla soluzione di Santa Elena senza l’intermezzo dell’isola d’Elba”; e “a Curaçao poteva essere sicuro di vivere anche meno che Napoleone a Sant’Elena”. La completa ignoranza dei valori simbolici o ideologici, e il disinteresse per la storia come qualcosa di non sempre attuale o fattuale, fecero dimenticare a Nitti, per esempio, che nel 1871 Bismarck aveva avuto il cattivo gusto di proclamare la fondazione del Secondo Reich proprio a Versailles, e che per orgogliosa dignità la Francia aveva voluto saldare le riparazioni chieste dalla Prussia in anticipo sulla scadenza. Eppure egli riconosce che “I tedeschi intelligenti avevano sottoscritto per necessità il trattato di Versailles, senza credere alla sua durata”.
L’impresa di Fiume fu per lui, che l’osteggiò, ancora un altro fatto. Sebbene ogni trattativa diplomatica al riguardo fosse esclusa a priori, quando D’Annunzio minacciò ritorsioni per mancanza di viveri Nitti, temendo il peggio, si affrettò ad inviarli insieme con “una somma importante”. Lasciò invece cadere la proposta del generale Caviglia allorché si mise a sua disposizione per mettere fine all’avventura a fucilate (come poi fece Giolitti). Quando una rappresentanza degli avventurieri gli chiese udienza, egli li ricevette dando del capogruppo Giuriati un giudizio indulgente. Si rifiutò viceversa di ricevere una delegazione di “cittadini fiumani rispettabili” venuti a lamentare le malversazioni subìte dai “cosiddetti legionari”.
Il fascismo fu l’ennesimo fatto che egli dovette riconoscere accettando, grazie alla mediazione di D’Annunzio, di stipulare un patto con Mussolini, dal quale fu travolto.
Sebbene nelle Meditazioni dell’esilio egli abbia finalmente, a malapena, riconosciuto il ruolo che l’immaginazione può svolgere nell’azione politica, e sebbene abbia egli stesso fantasticato di un’unione doganale dell’Italia con Romania e Bulgaria attraverso la Jugoslavia, il limite positivistico della creatività giurispolitica di Nitti si vede bene nel suo giudizio sui mandati. Egli giudicò con disprezzo i “miserabili giuristi” che, con l’istituzione dei mandati in Siria, Armenia, Mesopotamia e Palestina, si dedicarono alla “creazione di una forma giuridica che doveva accontentare tutti... secondo i puri principii di diritto”; e trattando l’argomento confuse immediatamente “il funesto equivoco dei mandati” con la sottrazione alla Germania delle sue colonie africane Togo e Camerun. “Dopo la caduta della Turchia i francesi volevano la Siria come mandato, e interpretavano il mandato come una forma larvata di possesso da trasformare poi in dominazione diretta”. Un'affermazione di tanta importanza non è suffragata da alcuna prova anamnestica o documentale, e certamente Nitti l'avrebbe fornita se avesse potuto esibirla. Così le contingenze storiche diventavano per lui ragioni di consenso o di ripudio in sola linea di principio: le idee non avevano valore creativo della politica e del diritto, a meno che non si presentassero come fatti compiuti o come forze ideologiche organizzate.

## Meditazioni e ricordi
In mancanza delle sue predilette fonti statistiche, epistolari o diaristiche, ma giovandosi delle più diverse letture, durante la prigionia Nitti fu costretto a sintetizzare i suoi pensieri in liberi giudizi, i quali spalancano al lettore la mente in movimento d'uno statista non preoccupato che dall’eventuale indiscrezione dei suoi sorveglianti. È così che su persone e su personalità nazionali noi possiamo conoscere i fulminanti giudizi che in opere accademiche o pubblicistiche egli avrebbe, e ha, sicuramente taciuto. Non per caso il sottotitolo delle Rivelazioni è: Dramatis personae. A differenza della vita spesa nell’azione, dunque, l’attenzione dei pensieri e dei ricordi è rivolta non tanto ai fatti quanto, piuttosto, ai loro risultati nel giudizio. A parte qualche riferimento frenologico (alcuni personaggi vengono definiti come “epilettoidi”, per esempio), i giudizi personali non hanno di ‘positivo’ che l’intuizione psicologica e l’esperienza della vita. Vale la pena di passare in rassegna i principali.
A D'Annunzio, la guerra e Fiume è dedicato un lungo profilo di grande efficacia. Ciò che D’Annunzio diceva era del tutto indifferente:
“Sapevo che tutto in lui era esteriore e che raramente diceva ciò che pensava, e anche più raramente pensava ciò che diceva”. “Mi sorprendeva che le sue abitudini personali fossero in tanto contrasto con la sua condotta di scrittore. Ammiravo la sua grande capacità di lavoro. Moltissime ore egli rimaneva curvo di fronte al tavolo, e preparava e rivedeva i suoi scritti con pazienza da benedettino. Nulla era in lui improvvisato”. “Giolitti senza molto esitare ordinò di attaccare Fiume per mare e per terra e di cacciarne via D’Annunzio e i suoi. Per quanto io non avessi alcuna stima né della morale né della serietà di D’Annunzio, lo sapevo uomo di coraggio e credevo che, dopo tanti giuramenti, si sarebbe fatto uccidere piuttosto che uscire da Fiume. Invece, gli assalitori avendo sparato appena qualche colpo di cannone, D’Annunzio ordinò la resa e uscì da Fiume. Tante proclamazioni di eroismo non poteano finire in modo più ridicolo. Se D’Annunzio si fosse fatto uccidere sarebbe finito in bellezza. Ma egli trattò Fiume come le sue amanti, che abbandonava dopo averle sfruttate ed esaurite”. “Nella sincerità del mio spirito nulla mi offendeva nell’opera di D’Annunzio come quel misticismo postribolare, quella confusione continua, secondo le circostanze, del sacro e del profano, della religione e del lupanare, qualche cosa come il bidet con l'acqua santa”.
“L'intelligenza di Clemenceau aveva nella sua manifestazione qualche cosa di arido. Mai in tutti i rapporti che ebbi con lui... notai altri sentimenti che di diffidenza e di avversione: mi pareva sempre che demolisse senza mai costruire. In realtà, nelle conferenze della pace non fece che demolire senza costruire. Vi erano sempre in lui più risentimenti che sentimenti, più volontà di distruggere che volontà di creare. Era in fondo un libertario, con una cultura larga ma frammentaria, con un’ignoranza di studi economici e finanziari, e quindi nella impossibilità di vedere nelle lotte umane, sia interne che estere, altra cosa che un’implacabile necessità e quindi la preparazione di nuove lotte: dominare per non essere dominati”. “Clemenceau non rappresentava interessi, ma passioni”.
“Sonnino era l’ebreo levantino, sempre agitato e sempre in stato d’intimo fermento: abituato a dissimulare la sua cupidità con l’austerità esteriore, ma sempre desideroso di successo quanto più la sua azione lo destinava all’insuccesso. Aveva l’anima del ghetto, una specie di intimo rancore per tutto ciò che non era il suo mondo. Ma le qualità ebraiche le migliori erano in lui distrutte o inutilizzate dalla eredità protestante, che gli dava una grande capacità di dissimulazione e un bisogno di affermazioni e atteggiamenti esteriori di virtù. Era la peggiore espressione del marrano”.
Salandra “imboscò quanti erano intorno a lui, e imboscò soprattutto i suoi figli con ostinata perseveranza, ciò che non giovò al suo credito e determinò a lui tante giustificate avversioni. Poche cose fra gli ufficiali che combattevano facea più disastrosa impressione che il sapere come il principale autore della guerra mettesse tutto il suo sforzo nel tenerne lontani i suoi figli, pur facendo ogni giorno proclamazioni di eroica intransigenza”.
“Cadorna era un uomo cólto e di buona fede, ma nella sua concezione si era forse fermato alle guerre di Napoleone di cui conosceva perfettamente la storia. Sacrificò invano tante vite di soldati senza una idea ben definita che non fosse errata e finì nel disastro di Caporetto dovuto, come Mussolini ebbe giustamente parecchie volte ad affermare, a incapacità dei capi”.
La catastrofe francese nel 1940 “non fu una guerra, ma una specie di sciopero generale dell’esercito”.
Gli ebrei “hanno contribuito alle loro persecuzioni. Gli ebrei, ciò che è più grave, hanno essi stessi quella concezione razzista che rimproverano ora ai loro nemici”. “Persecuzioni di ebrei vi sono state in tutti i tempi: ve ne furono nell’Egitto antico che pure li aveva accolti largamente, ve ne furono a Roma che pure fu così tollerante e quasi indifferente in materia di religione (...) Bisogna riconoscere, però, che di ciò la colpa è soprattutto degli ebrei stessi”. “La mia convinzione, confermata dagli avvenimenti, è che poche cose han contribuito al movimento razzista e antisemita come il programma sionista di Gerusalemme”.
“Se, come ha detto Platone, pensare significa intrattenersi in silenzio con se stessi, Nietzsche non poteva intrattenersi con se stesso, perché ritrovava il folle proprio in se stesso, e non potea intrattenersi in silenzio perché era troppo agitato”.
L’opera di Marx è “una espressione mentale del Talmud in formule hegeliane”.
“Il successo di un uomo di talento è una giornata di sole che fa uscire tutte le vipere”.

## Opere
- L'emigrazione italiana e i suoi avversari (1888)
- Il socialismo cattolico (1891)
- Leone X e la sua politica secondo documenti e carteggi inediti (1892)
- La popolazione e il sistema sociale (1894)
- Eroi e briganti (1899)
- Nord e Sud (1900)
- L'Italia all'alba del XX secolo (1901)
- La città di Napoli (1902)
- Napoli e la questione meridionale (1903)
- La Scienza delle finanze (1903)
- La ricchezza dell'Italia (1905)
- La conquista della forza (1905)
- Il capitale straniero in Italia (1915)
- La guerra e la pace (1916)
- L'Europa senza pace (1921)
- La decadenza dell'Europa (1922)
- La tragedia dell'Europa (1923)
- La pace (1925)
- Bolscevismo, fascismo e democrazia (1927)
- La Democrazia (1933)
- L'inquiétude du monde (1934)
- La déségrégation de l'Europe (trad. it. La disgregazione dell'Europa, 1946) (1938)
- Meditazioni dell'esilio (1947)
- Rivelazioni. Dramatis personae (1948)
- Meditazioni e ricordi (1953)